# Centurio senex
Genre
Espèce
Statut de conservation UICN

 LC  : Préoccupation mineure
Centurio senex est la seule espèce de chauve-souris du genre Centurio (famille des Phyllostomidae).
On la rencontre en Amérique centrale et en Amérique du Sud (Belize, Colombie, Costa Rica, Salvador, Guatemala, Honduras, Mexique, Nicaragua, Panama, Trinité-et-Tobago, Venezuela).

## Description
Ces chauves-souris sont très spéciales, la plupart du temps à cause des plis et des ailerons complexes de la peau autour du visage. Les plis de la peau autour du nez et de la bouche lui donne un aspect ridé. Les mâles ont des plis additionnels qui contiennent des glandes de parfum. Le Senex a un total de 28 dents. La couleur de la fourrure va de gris à plusieurs teintes de brun. Il possède une "barbe" blanche autour du visage. Le dessous du corps est plus léger, il a des taches blanches sur chaque épaules et des lignes horizontales blanches sur les ailes qui sont plus apparentes chez le mâle. La longueur des avant-bras va de 41 à 47 mm. Bien que le Senex est classé dans la catégorie "par feuille" il n'a pas un nez de feuille. En fait le nez est considérablement petit et les yeux sont gros. Les oreilles sont jaunes et la queue est couverte de poils. La femelle est légèrement plus grande.

## Habitat
Les Senex de Centurio vivent principalement dans les denses forêts et les secteurs tropicaux ou à feuilles caduques bien qu'on en retrouve dans les régions moins denses. Dans ces forêt, ils vivent dans des secteurs moites et secs et des terres en contrebas aux altitudes de 1 400 m. Cependant, ils sont plus communs aux endroits de moins de 1 000 m d'altitude.
Bien que l'espèce ne soit pas menacée, il est rare d'en voir dans les secteurs qu'elle habite.

## Reproduction
Durant la grossesse, la femelle reste habituellement dans le même arbre que le mâle. Les mâles utilisent les glandes sous leurs mentons pour attirer les femelles. Ils se rejoignent entre le mois de janvier et le mois d'août bien que certains mâles sont plus sexuellement actif au mois de mars. La lactation des femelles se produit en février, mars et août.

## Comportement et mode de vie
Cette espèce est nocturne. Elle est active du crépuscule jusqu'au milieu de la nuit. Il est rare de voir plus de dix ou douze Senex dans le même arbre. Les chauves-souris peuvent tirer des plis de peau sur leur visage et des secteurs translucides dans les plis et les ailes sont placés au-dessus des yeux pour détecter la lumière et les mouvements autour de lui.

## Régime alimentaire
Le Senex est exclusivement frugivore. Il préfère les fruits mûrs comme la banane et la mangue qu'il suce. Cependant, il peut manger des fruits non mûrs selon la disponibilité des ressources de nourriture. Les petites protubérances entre les lèvres filtrent le jus. La morphologie du Senex lui permet de retenir la pulpe du fruit dans sa bouche.